# Marino Busdachin
Marino Busdachin (Umago, 26 luglio 1956 – Trieste, 7 giugno 2023) è stato un politico e attivista italiano, impegnato nella tutela dei diritti umani.

## Biografia
Nato nel 1956 ad Umago (cittadina all'epoca parte della zona B del Territorio Libero di Trieste, ed oggi invece parte della Croazia), si trasferì in Italia con la famiglia nel 1961, a Trieste, dove si formò presso la facoltà di giurisprudenza.
Durante gli anni settanta si impegnò attivamente nelle campagne per i diritti civili in Italia (in particolare quelle su obiezione di coscienza, divorzio e aborto). Nel 1974 fu eletto al Consiglio Federale del Partito Radicale, di cui fece parte fino alla morte. Fra il 1978 ed il 1982 fu consigliere comunale a Trieste.
Durante gli anni ottanta fu attivamente coinvolto nella promozione dei diritti umani, civili e politici per i cittadini dei paesi dell'Europa orientale e dell'Unione Sovietica. Nel corso di questo periodo fu due volte arrestato ed imprigionato per breve tempo in Bulgaria (1982) e in Unione Sovietica (1989).
Fra il 1993 ed il 1998 lavorò negli Stati Uniti su campagne per la costituzione di tribunali internazionali ad hoc che perseguissero i crimini di guerra nell'ex Jugoslavia e in Ruanda. Sostenne anche la battaglia per la moratoria universale della pena di morte presso le Nazioni Unite, dove era rappresentante del Partito Radicale Transnazionale.
Fu uno dei principali esponenti del Partito Radicale Transnazionale, di cui era componente del consiglio generale.
Nel 1994 fu uno dei fondatori di Non c'è pace senza giustizia (NPWJ), organizzazione non governativa con sedi in Italia, Stati Uniti e Belgio, a cui si deve la campagna per la creazione della Corte penale internazionale e quella per l'abbandono della pratica delle mutilazioni genitali femminili. Di NPWJ fu segretario generale, dal 1994 al 1999.
Dal 1º luglio 2003 fino al 2018 fu segretario generale dell'Organizzazione delle nazioni e dei popoli non rappresentati (UNPO), un'organizzazione non governativa internazionale basata a Bruxelles, in Belgio, che lavora focalizzandosi sulla promozione dei diritti umani delle minoranze e delle maggioranze etniche oppresse.